# ブリッジズ・オブ・ラブ
『ブリッジズ・オブ・ラブ』（英語: Bridges of Love）は、フィリピンのテレビドラマ。ABS-CBNで2015年3月16日から8月7日まで放送された。

## 登場人物
ミア・サンドヴァル・ナクピル
演：マハ・サルバドール
カルロス・アントニオ / マヌエル「JR」ナクピル・ジュニア
演：ジェリコ・ロサレス
ガブリエル「ガエル」ナクピル
演：パウロ・アヴェリーノ